# Elsa Lystad
Elsa Lystad (født 9. juli 1930 i Oslo, død 26. december 2023), var en norsk skuespillerinde.
Hun debuterede i 1957 hos det omrejsende Falkbergets Teater og blev året efter ansat hos Det norske teatret hvor hun var indtil 1964. I perioden 1964 til 1972 var hun tilknyttet nogle mindre teatre, inden hun i perioden fra 1973-1976 var på Oslo Nye Teater. Turen gik til Bergen og Den Nationale Scene fra 1976 til 1980. Herefter blev hun freelance.
Hendes egentlige gennembrud kom i 1965, hvor hun sammen med Rolv Wesenlund var med i Lysthuset. Hun spillede gennem mange år sammen med Wesenlund i forskellige ting. Bl.a. havde hun flere roller i Tv-serien Fleksnes.
I 2007 blev hun tildelt Kongens Fortjenestes Medalje for 50 års uafbrudt tjeneste på de skrå brædder. I 2008 fik hun NRKs Komipris hædersbevisning.
I 2010 medvirkede hun i Tv-julekalenderen, Den unge Fleksnes.